# Heinz Geisler
Heinz Geisler (* 1950 in Fürstenwalde/Spree) ist ein deutscher Rockmusiker und Komponist. Er wurde bekannt als Gitarrist und Mitbegründer der Bürkholz-Formation, des GRH-Projektes oder der Gruppe Pilot. Er war der erste Gitarrist, der in der Rockmusik in der DDR auch die Mandoline und die Mouth-Tube-Spieltechnik einsetzte. Er flüchtete 1978 in die Bundesrepublik Deutschland.

## Leben
Von 1967 bis 1969 spielte Heinz Geisler in der Schülerband Olympics, die zum Beispiel Songs der Rolling Stones coverten. Nach seinem Abitur 1970 begann er ein Studium der Physik an der Karl-Marx-Universität Leipzig und wurde Gitarrist der Band Robby's, in der Thomas Bürkholz Schlagzeug spielte. Die beiden wurden Freunde und planten gemeinsam ein neues Bandprojekt. Vorher gründete Geisler die Gruppe Vivace, eher ein Übergangsprojekt, die z. B. Latin Rock im Stil von Carlos Santana spielte.
1972 wechselte Geisler an die Musikhochschule Leipzig und wurde Mitglied der von Thomas Bürkholz begründeten Bürkholz-Formation, die sich mit Top-Platzierungen in den DDR-Charts, Fernseh-, Radio- und legendären Live-Auftritten etablierte. Nach weniger als einem Jahr wurde die Band allerdings verboten. Der Leipziger Abteilungsleiter für Kultur  nahm auf Empfehlung der Staatsanwaltschaft ein Live-Konzert im Juni 1973 zum Anlass, die Bürkholz-Formation am 20. Juli 1973 aufzulösen. Bei dem genannten Konzert kam es zu Ausschreitungen der Zuschauer gegen die anwesenden Ordnungskräfte. Die Veranstaltung musste abgebrochen werden. Die Darbietung der Band habe diese Eskalation herbeigeführt, hieß es in der Begründung der Zwangsauflösung. Geisler musste wie die anderen Bandmitglieder 300 Mark Strafe zahlen und durfte ein Jahr lang nicht als Musiker arbeiten.
1974 gründete er die Gruppe GRH-Project (Geisler, Rixrath, Hoffmann; später kam Manuel von Senden dazu) und komponierte unter anderem den Hit „Bruder da vorn“, der zeitweilig die Nr.-1-Platzierung in der DDR-Fernsehsendung Rund einnahm. In diesem Stück setzte er als erster DDR-Musiker die Mandoline als vollwertiges Instrument in einer Rockformation ein.
1975 kam es zur Zusammenarbeit mit dem Schauspielhaus Leipzig. Geisler schrieb die Musik zur Aufführung des Stückes „Siebtes Gebot: Stiehl ein bisschen weniger“ von Dario Fo.
Von 1976 bis Ende 1977 war Geisler Mitglied der Magdeburger Band Pilot. Hier komponierte er z. B. den Song „Sonntag“ oder den Hit „Das erste Rennen“.
In der Nacht vom 9. auf den 10. Januar 1978 setzte er seine seit längerem gehegten Fluchtpläne in die Tat um, indem er sich von zwei Berliner Musikern in den Westen Deutschlands bringen ließ.
Nach seiner Flucht war Geisler Session- und Studiomusiker im Raum Köln sowie Frankfurt am Main.